# Đảo Keppel
Đảo Keppel (tiếng Tây Ban Nha: Isla de la Vigia) là một đảo trong quần đảo Falkland, nằm giữa Saunders và Pebble. Nó có diện tích 3.626 hécta (8.960 mẫu Anh) và điểm cao nhất, đỉnh Keppel, đạt 341 mét (1.119 ft). Có một thung lũng rộng, phẳng ở tâm đảo với nhiều hồ nước ngọt. Thung lũng này dốc đứng về phía tây nam, tây và bắc. Mạn đông bắc đảo khá thấp, với đường bờ biển hõm sâu.
Chuột nâu là loài xâm lấn số một, là kẻ thù của chim làm tổ trên đảo mà trong đó có những loài cần bảo vệ.

## Vùng chim quan trọng
Đảo Keppel được BirdLife International đánh giá là Vùng chim quan trọng (IBA). Những loài bảo tồn quan trọng là Tachyeres brachypterus, Chloephaga rubidiceps, Pygoscelis papua (cánh cụt Gentoo, 1250 cặp sinh sản) Eudyptes chrysocome (780 cặp), Spheniscus magellanicus (cánh cụt Magellan), Thalassarche melanophris (hải âu mày đen, 1800 cặp) và Melanodera melanodera.